# Christian Rahn
Christian Rahn (Hamburgo, Alemania, 15 de junio de 1979), futbolista alemán. Juega de defensa y su actual equipo es el Greuther Fürth de la 2. Bundesliga de Alemania. 

## Selección nacional
Ha sido internacional con la Selección de fútbol de Alemania, ha jugado 5 partidos internacionales.

## Clubes
| Club           | País     | Año       |
| -------------- | -------- | --------- |
| FC St. Pauli   | Alemania | 1996-2002 |
| Hamburgo SV    | Alemania | 2002-2005 |
| FC Colonia     | Alemania | 2005-2006 |
| Hansa Rostock  | Alemania | 2006-2008 |
| Greuther Fürth | Alemania | 2008-     |

- Datos: Q567644
- Multimedia: Christian Rahn / Q567644